# Chiara Bazzoni
Chiara Bazzoni (* 5. Juli 1984 in Arezzo) ist eine italienische Leichtathletin, die sich auf den 400-Meter-Lauf spezialisiert hat. Ihre größten internationalen Erfolge erzielte sie als Mitglied der italienischen 4-mal-400-Meter-Staffel.

## Sportliche Laufbahn
2010 nahm Chiara Bazzoni erstmals an einer internationalen Meisterschaft, den Europameisterschaften, teil und erzielte mit der Staffel eine Bronzemedaille. Bei den Leichtathletik-Halleneuropameisterschaften 2011 in Paris wurde sie mit der Staffel Vierte. Bei den Weltmeisterschaften in Daegu konnten sich die italienischen Staffelläuferinnen nicht für den Finallauf qualifizieren. 
2012 schied Bazzoni bei den Europameisterschaften in Helsinki über 400 Meter und mit der Staffel in der Vorrunde aus. Sie war auch Teil der Staffel für die Olympischen Spiele, bei denen den Italienerinnen abermals das frühe Aus entgegenkam. 2013 gewann sie die Goldmedaille bei den Mittelmeerspielen in Mersin über 400 Meter und mit der italienischen Staffel. Bei den Weltmeisterschaften in Moskau gelangte sie mit der Staffel bis ins Finale, wurde allerdings dort wegen Übertretens der Bahnmarkierung disqualifiziert. Im Einzelbewerb erreichte sie erstmals das Halbfinale. Bei den Europameisterschaften in Zürich 2014 belegte sie mit der Staffel Platz sieben und kam bis ins Semifinale im Spezialbewerb.
Bei den Europameisterschaften 2016 in Amsterdam gewann sie mit der Staffel die Bronzemedaille. 

## Bestleistungen
- 400-Meter: 52,06 s, am 28. Juni 2013 in Mersin
  - Halle: 53,44 s, am 23. Februar 2014 in Ancona